# Diederik Stapel
Diederik Alexander Stapel (Oegstgeest, 19 oktober 1966) is een voormalige Tilburgse hoogleraar sociale psychologie die nationale bekendheid kreeg als wetenschapsfraudeur.
Totdat bekend werd dat Stapel fraudeerde met onderzoeksgegevens werd hij gezien als een vooraanstaande Nederlandse psycholoog, die bovendien regelmatig deelnam aan het publieke debat. In september 2011 kwam zijn bedrog aan het licht door klachten van drie klokkenluiders. In 55 publicaties werd fraude vastgesteld. Aanwijzingen voor fraude werden vastgesteld bij nog een tiental artikelen. Daarnaast zijn er nog afgeleide of andere publicaties, delen van boekpublicaties en proefschriften, die (vrijwel zeker of zeer waarschijnlijk) geheel of gedeeltelijk gebaseerd zijn op frauduleuze onderzoeksgegevens. Stapel had zich ook schuldig gemaakt aan intimidatie van zijn promovendi en anderen.

## Aanvankelijke levensloop en carrière
Stapel werd geboren als jongste van vier kinderen. In 1984 speelde hij Rob van Walraven in de comedyserie Schoppentroef. In 1985 behaalde Stapel het vwo-diploma aan het Rijnlands Lyceum Oegstgeest. Zes jaar later, in 1991, studeerde hij cum laude af aan de Universiteit van Amsterdam (UvA) in zowel psychologie als communicatiewetenschap. Na zijn studie was hij onder meer verbonden aan de University of Chicago en de University of Michigan (1996) en een tijdlang werkzaam als consultant. 
Van 1993 tot en met 1999 was hij ook verbonden aan de UvA. In 1997 promoveerde hij aan deze universiteit eveneens cum laude in de sociale psychologie. De KNAW stelde Stapel in 1998 voor vijf jaar aan als Akademieonderzoeker. Per 1 mei 2000 werd Stapel benoemd tot hoogleraar Cognitieve Sociale Psychologie aan de Rijksuniversiteit Groningen. Twee jaar later ontving hij een Pionier-subsidie van NWO. Vanaf 1 mei 2006 tot en met september 2011 was Stapel verbonden aan de Universiteit Tilburg (vanaf 2010 Tilburg University), eerst als hoogleraar cognitieve en sociale psychologie en vanaf 1 juli 2010 ook als decaan, als opvolger van Theo Verhallen.
Stapel publiceerde 130 artikelen in wetenschappelijke nationale en internationale tijdschriften zoals Science en 24 hoofdstukken in verschillende boeken. In 1998 ontving Stapel de Jos Jaspars Award. In 2007 verwierf hij een Early Career Award van de Society for Personality and Social Psychology. In 2009 won hij de Career Trajectory Award van de Society for Experimental Social Psychology, die hem na de onthullingen over frauduleus handelen weer is afgenomen.
Stapel was van 2010 tot en met september 2011 lid van de raad van commissarissen van de Tilburgse voetbalclub Willem II.

## Ontdekking wetenschappelijke fraude
Nadat eerdere klachten in 2010 en vermoedens niet tot resultaat hadden geleid, meldden eind augustus 2011 drie jonge onderzoekers van de onderzoeksgroep van Stapel zich bij de departementsvoorzitter M. Zeelenberg van het Departement Sociale Psychologie van de Tilburg University met het vermoeden van frauduleuze handelingen bij het onderzoek. Volgens een latere verklaring door toenmalig rector Philip Eijlander zouden de drie promovendi zich daarentegen bij hem hebben gemeld, waarop Eijlander zelf in actie zou zijn gekomen en Stapel binnen een week zou hebben bekend. Eijlander verklaarde tevens dat Stapel behalve zijn opvolger als decaan tevens een persoonlijke bekende van hem was met wie hij tenniste en die bij hem in de buurt woonde.
Vrijwel onmiddellijk hierop werd hij door de universiteit op non-actief gesteld. Rond die tijd zou bij Eijlander tevens Parkinson zijn geconstateerd wat voor hem reden was om zijn functie als rector voortijdig neer te leggen.   
Drie commissies, de commissie-Levelt van de Tilburg University, de commissie-Noort van de Universiteit van Amsterdam en de commissie-Drenth van de Rijksuniversiteit Groningen, onderzochten welke publicaties er precies gebaseerd waren op gefingeerde data. De commissies rapporteerden op 28 november 2012 in een gezamenlijk eindrapport dat het ging om "een grootschalige, langdurige fraude met data" waardoor de wetenschap en met name het vakgebied van de sociale psychologie in hoge mate was geschaad.
In het eindrapport werd geconcludeerd dat niet bewezen kon worden of het proefschrift van Stapel (gedeeltelijk) gebaseerd was op gefingeerde gegevens. Er werd geadviseerd aan de Universiteit van Amsterdam te onderzoeken of Stapel de doctorstitel kon worden afgenomen op grond van "uitzonderlijk wetenschappelijk onwaardig gedrag, in strijd met de aan het doctoraat verbonden plichten". De Universiteit van Amsterdam maakte bekend dit advies op te volgen.
Het eindrapport bevat een lijst van de publicaties waarin fraude door Stapel met zekerheid was vastgesteld. Het bleek te gaan om ten minste 55 van de 130 onderzochte artikelen en om 10 van de 24 onderzochte hoofdstukken in boeken. Daarnaast waren er nog eens 10 artikelen waarbij een sterk vermoeden van fraude bestond.
Een commissie van de Associatie van Sociaal-Psychologische Onderzoekers (ASPO) maakte na verder onderzoek in mei 2015 bekend dat alsnog 29 van 57 bijdragen van Stapel en zijn co-auteurs aan jaarboeken van de ASPO niet voldeden "aan de gebruikelijke wetenschappelijk eisen". Er waren 16 bijdragen die wel voldeden aan gebruikelijke wetenschappelijke eisen. Over 12 artikelen kon geen uitspraak gedaan worden.

## Veroordeling en nasleep
De affaire resulteerde in het ontslag van Stapel en een aangifte tegen hem wegens valsheid in geschrifte en oplichting. Op 9 november 2011 leverde Stapel vrijwillig zijn doctorstitel in bij de UvA.
De gevolgen van de fraude beperkten zich niet tot Stapel alleen. Van een aantal van de door hem begeleide promovendi kwam vast te staan dat hun proefschriften (deels) waren gebaseerd op door Stapel vervalste gegevens. De commissies concludeerden tevens dat Stapel alleen had gehandeld en dat er geen aanwijzingen waren dat de door hem begeleide promovendi iets van de fraude wisten of hadden kunnen weten. De promotie van een promovenda van Stapel (wier proefschrift deels gebaseerd was op door Stapel aangeleverde gegevens) werd door de universiteit Tilburg tot nader order uitgesteld en publicaties van een aantal andere ex-promovendi van Stapel moesten worden teruggetrokken. De commissie-Levelt concludeerde dat deze promovendi "ten diepste in hun eer en carrière waren getroffen". Door de Radboud Universiteit Nijmegen werd bovendien een onderzoek ingesteld naar prof. dr. Roos Vonk, die op basis van door Stapel vervalste gegevens in 2011 een persbericht had doen uitgaan waarin gesteld werd dat vleeseters "hufteriger" zouden zijn dan vegetariërs. Dit resulteerde in een berisping.
Stapels fraude vormde de aanleiding voor een verruimde opdracht aan de KNAW Commissie Onderzoeksgegevens, die initieel was ingesteld om te onderzoeken hoe digitalisering en internationalisering zich verhouden tot het goed bewaren en delen van data. In september 2012 verscheen het rapport 'Zorgvuldig en integer omgaan met wetenschappelijke onderzoeksgegevens', waarin werd bepleit dat de regels duidelijk zijn, maar dat er meer moet worden gedaan om wetenschappelijk wangedrag te voorkomen, onder andere door meer aandacht te schenken aan de omgang met data en hier ook aandacht aan te schenken in onderzoeksvisitaties. Een goede omgang met de data zorgt ervoor dat de uitkomsten later controleerbaar zijn. Verder legt het rapport de nadruk op het belang van 'peers' (collega's) die over de schouder meekijken, niet alleen achteraf, maar ook bij de opzet van het onderzoek en tijdens de uitvoering ervan.
In september 2012 nam een universitair docente aan de Tilburg University ontslag. Vijf artikelen die ze samen met Stapel had gepubliceerd waren frauduleus gebleken en deze feiten wierpen volgens haar een blijvende schaduw over haar werk.
In de conclusies van het eindrapport van november 2012 werd ook de co-auteurs van Stapel, leden van promotiecommissies en reviewers van vakliteratuur onzorgvuldigheid verweten. De commissie pleitte tevens voor juridische mogelijkheden om in het vervolg in vergelijkbare situaties een onderzoeker de doctorstitel te ontnemen.
Met de frauduleuze onderzoeken leken aanvankelijk meerdere miljoenen euro's onderzoeksgeld gemoeid. Op 2 oktober 2012 werd bekendgemaakt dat de FIOD en het Functioneel Parket van het Openbaar Ministerie een strafrechtelijk onderzoek naar Stapel waren begonnen. Hij werd verdacht van oplichting van de overheid door het aanvragen van subsidies voor frauduleuze onderzoeken. Ook ging het OM onderzoeken of hij door zijn fraude valsheid in geschrifte had gepleegd. In eerste instantie werd gedacht dat het fraudeonderzoek in totaal 2,2 miljoen euro aan subsidies betrof. Na de presentatie van het eindrapport van de commissies-Levelt, -Noort en -Drenth stelde NWO dit bedrag bij naar 1,4 miljoen euro. Hiervan zou een miljoen opgegaan zijn aan salarissen van promovendi. De rest betrof het salaris van Stapel, onderzoeksmateriaal en vergoedingen voor (zoals later bleek: fictieve) proefpersonen.
Dagblad The New York Times noemde hem in april 2013 the biggest con man in academic science (de grootste oplichter in de wetenschap). Eind juni 2013 werd Stapel wegens het grootschalig vervalsen van wetenschappelijke resultaten veroordeeld tot een taakstraf van 120 uur. Hij werd echter vrijgesproken van subsidiefraude.

## Leven na de veroordeling
Op 30 november 2012 publiceerde Stapel een autobiografisch boek getiteld Ontsporing, waarin hij de fraudeaffaire vanuit zijn eigen oogpunt belicht en uitgebreid ingaat op wat zijn drijfveren hiervoor waren. Hij verweet de commissie-Levelt karaktermoord.
In maart 2013 startte Stapel het coaching- en adviesbureau Pile Consult. Samen met de schrijver Anton Dautzenberg, die in 2011 als journalist een aantal (deels) gefingeerde interviews voor echt liet doorgaan, schreef hij De Fictiefabriek. Een bevrijdingsroman in brieven (2014).
Stapel hield een voordracht in de BrainTrain van de TEDx Maastricht 2013.
In september 2016 werd bekend dat Stapel voor een jaar aan de slag zou gaan bij de Nederlandse Hogeschool voor Toerisme en Verkeer in Breda (NHTV). Hij zou part-time een ondersteunende taak krijgen, maar niet lesgeven. Na bezwaren van het personeel en de medezeggenschapsraad besloot de school echter om de aanstelling terug te draaien.

## Privé
Stapel is getrouwd met Marcelle Hendrickx, wethouder voor D66 van de gemeente Tilburg, en heeft twee kinderen.